# Rhode tenuipes
Rhode tenuipes là một loài nhện trong họ Dysderidae.
Loài này thuộc chi Rhode. Rhode tenuipes được Eugène Simon miêu tả năm 1882.